# Alfonso de Brasil
Don Alfonso de Brasil (Río de Janeiro, 23 de febrero de 1845 - Ib. 11 de junio de 1847) fue el Príncipe imperial y heredero al trono del Imperio del Brasil. Hijo mayor de Pedro II de Brasil (último emperador del Brasil) y de la princesa Teresa Cristina de Borbón y Dos Sicilias, formó parte de la rama brasileña de la Casa de Braganza. Con el nacimiento de su hijo, el inseguro y tímido emperador Pedro II de solo 19 años se hizo más maduro y extrovertido. La llegada de Alfonso también fomentó una relación más cercana y feliz entre sus padres, que no se habían casado por amor.
Alfonso murió de epilepsia a la edad de dos años, hecho que devastó al emperador. Después de la subsecuente pérdida de su otro hijo, en la mente de Pedro II crecieron las dudas sobre la viabilidad del sistema imperial. Todavía contaba con una heredera: su hija Isabel, pero no estaba convencido de que una mujer pudiera llegar a ser un sucesor adecuado. Pedro II descuidó los efectos de sus políticas sobre la monarquía. Así, no proporcionó a su hija Isabel de formación alguna para su rol como potencial emperatriz y falló en cultivar su aceptación al interior de la clase política del país. En última instancia, su desinterés por la protección del sistema imperial condujo a su caída.

## Vida

### Nacimiento

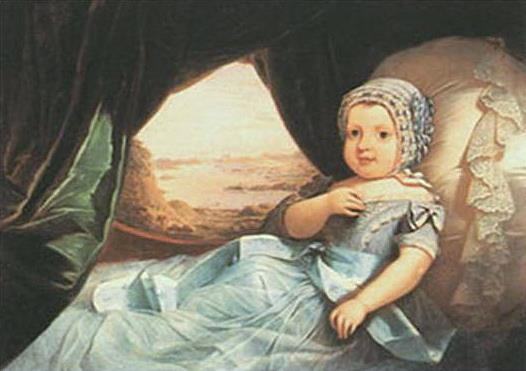
Una pintura del príncipe Alfonso, c. 1845

Alfonso nació el 23 de febrero de 1845 en el Palacio de São Cristovão en Río de Janeiro, Brasil.
A través de su padre, el emperador Pedro II, fue un miembro de la rama brasileña de la Casa de Braganza (en portugués: Bragança) y usó el título honorífico de Dom desde el nacimiento. Alfonso era nieto del emperador Pedro I de Brasil y sobrino de la reina María II de Portugal. Por parte de su madre, Teresa Cristina, era nieto de Francisco I y sobrino de Fernando II, quienes gobernaron el Reino de las Dos Sicilias en distintos momentos.
Como era costumbre al interior de la Casa de Braganza, el nacimiento de Alfonso fue un evento formal al que asistió la corte real. Pedro II presentó inmediatamente al recién nacido a la multitud reunida en el palacio y anunció «Caballeros, he aquí un Príncipe a quien Dios...» —aquí fue embargado por la emoción y no pudo continuar. Luis Alves de Lima e Silva (entonces barón y luego duque de Caxias) escribió a su padre: «Nadie estuvo más feliz que yo con las noticias [del nacimiento del príncipe]».
Alfonso nació saludable y, como el hijo mayor de Pedro II, era heredero al trono; por tanto, recibió el título de "Príncipe imperial". El joven príncipe se parecía a su padre, en particular, su rostro, cabello y ojos. Debido a su género y posición como príncipe heredero, se convirtió en el centro de atención, en especial, para Pedro II. Una carta escrita por Pedro II a su hermana mayor María II pocos meses después del nacimiento de su segundo hijo —una niña llamada Isabel— mostraba su alegría: «No hay noticias aquí salvo mi buen estado de salud, el de la emperatriz y los pequeños, que son cada vez más lindos, sobre todo el pequeño Alfonso, quien ya está caminando y dice muchas palabras, todavía medio incomprensibles, lo que aumenta su encanto».

### Impacto del nacimiento en PedroII

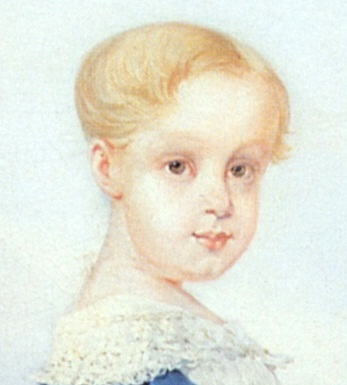
Detalle del príncipe Alfonso, 1845.

Emperador a la edad de 5 años y declarado mayor de edad y en edad de gobernar a los 14, Pedro II había sido un torpe y tímido adolescente, suspicaz de todo su entorno. Fue arrojado a un papel ingrato y pesado como el símbolo nacional de un país que casi se había desintegrado durante su infancia, sacudido por una larga serie de rebeliones provinciales generalizadas. La muerte de sus padres y su hermana Paula durante su infancia había creado en Pedro II un miedo al abandono y terror de sentirse apegado a alguien. El nacimiento de su primer hijo le brindó un sentido de propósito y de pertenencia que llevaba mucho tiempo perdido.

### Muerte prematura
El 11 de junio de 1847, el pequeño estaba jugando en la biblioteca del palacio, cuando de repente comenzó a sufrir una serie de convulsiones y murió, con tan solo dos años, tres meses y diecinueve días de edad. Su muerte reveló que Alfonso sufría de epilepsia, al igual que su padre.
El dolor de sus padres fue enorme, hubo temor a que el choque emocional pudiera afectar la salud de Teresa Cristina, que se encuentra en su tercer embarazo. Afortunadamente, el 13 de julio, la emperatriz dio a luz sin más complicaciones a una niña que se llamó Leopoldina. El monarca registró la muerte de su hijo en una carta fechada el 11 de julio de y dirigida a su madrasta Amelia de Beauharnais: "Con el dolor más punzante, te digo que mi querido Afonsinho, tu ahijado, lamentablemente murió de convulsiones, que duró cinco horas sin interrupción, el día 4 del último [mes], y que hace unos días Isabelinha se encontró en peligro de un fuerte ataque de convulsiones que me asustó mucho”.
Un gran funeral de Estado —no visto desde la muerte de la hermana de Pedro II, Paula Mariana, en 1833— se llevó a cabo en honor del príncipe a las 7:00 a. m., tres días después de su muerte. Alfonso fue enterrado en el Convento de Ajuda en Río de Janeiro. Cuando el convento fue demolido en 1911, sus restos junto a otros miembros de la familia imperial (entre ellos su tío Juan Carlos y su tía Paula) fueron trasladados al mausoleo del Convento de San Antonio.

## Títulos y tratamientos
| ● 23 de febrero de 1845-11 de junio de 1847: | Su alteza imperial el príncipe imperial |